# Biopol'H
El consorci Biopol'H era un clúster biomèdic i biotecnològic situat a l'Hospitalet de Llobregat. Volia agrupar centres de referència sanitària com l'Hospital Universitari de Bellvitge i l'Institut Català d'Oncologia, centres de recerca com l'Institut d'Investigació Biomèdica de Bellvitge (IDIBELL), el campus universitari de la Universitat de Barcelona, les clíniques odontològiques i podològiques i la propera incorporació de centres com l'Institut de Bioenginyeria de Catalunya (IBEC), el Consell Superior d'Investigacions Científiques (CSIC) i els laboratoris Grupo Ferrer Internacional.
És un projecte que mira d'aplegar formació, empresa, recerca, assistència sanitària i desenvolupament social, cinc àmbits que van de la mà d'una transformació urbanística per crear un districte científic (pol d'innovació) al voltant de la Granvia de l'Hospitalet de Llobregat i amb repercussions per a l'àrea metropolitana, a l'entorn del Barcelonès i el Baix Llobregat. Biopol'H és una part activa del projecte denominat Health University of Barcelona Campus (HUBc), que el 2010 va aconseguir el reconeixement de Campus d'Excel·lència Internacional (CEI) que atorga el Ministeri d'Educació i el Ministeri de Ciència i Innovació.

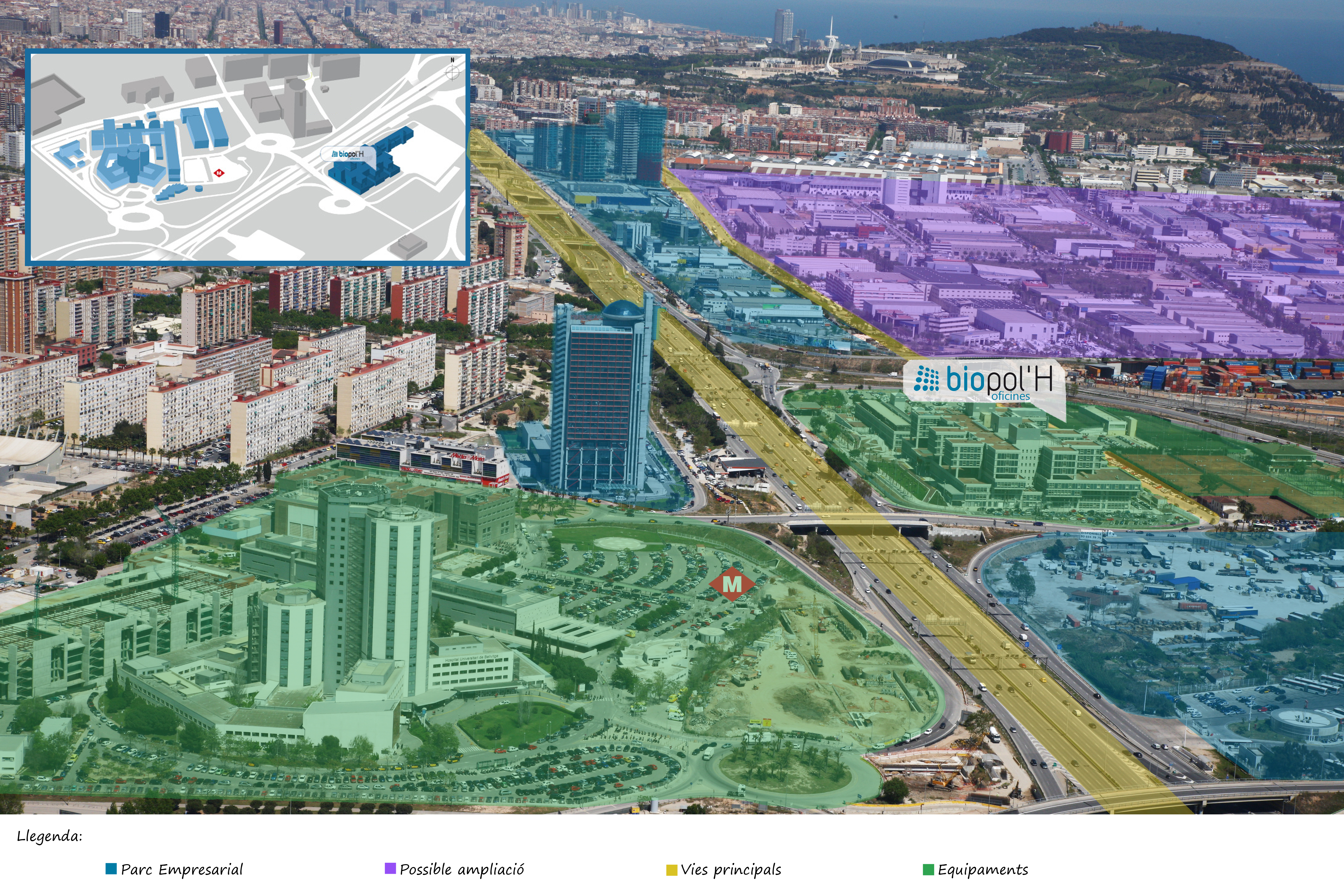
Espai Biopol'H, Gran Via de L'Hospitalet de Llobregat

## Història
El Consorci Biopol de l'Hospitalet de Llobregat (Biopol'H) és un ens públic de caràcter associatiu, amb personalitat jurídica pròpia, integrat per la Generalitat de Catalunya, la Universitat de Barcelona, el Biocat i l'Ajuntament de l'Hospitalet de Llobregat.
La seva història es remunta a l'any 2006, al mes d'octubre, quan se signa el Conveni Marc de Col·laboració per al desenvolupament del Projecte Biopol'H entre els Departaments d'Educació i Universitats, de Salut i de Treball i Indústria de la Generalitat de Catalunya, l'Ajuntament de L'Hospitalet de Llobregat, la Universitat de Barcelona i la Fundació Bioregió de Catalunya.. És la primera materialització de la idea de crear un Parc Científic de la Salut a l'Hospitalet.
El 22 de juliol de 2008 se signa l'Acord de Govern de Constitució del Consorci i l'aprovació dels Estatuts. El 20 de novembre de 2008 es constitueix oficialment el Consorci Biopol amb l'acte de la sessió constitutiva del Consell Rector.
El projecte Biopol'H s'emmarca dins un seguit d'actuacions de la Bioregió Catalana. Ha de ser una nova plataforma d'innovació en el camp de la biotecnologia i les ciències de la salut, amb fortes sinergies entre el sector públic i les empreses i institucions privades de recerca i desenvolupament.

## Xarxes
El Consorci Biopol de l'Hospitalet pertany a diverses xarxes d'innovació i investigació: 
- Xarxa de Parcs Científics de Catalunya (XPCAT)
- Asociación de Parques Científicos y Tecnológicos de España (APTE)
- International Association of Science Parks (IASP)
- Fòrum Empresarial del Llobregat (FEM)

## Premis
El Diario Médico va atorgar a Biopol'H el Premi a la Millor Idea de la Sanitat de l'Any en l'apartat de gestió (2009).